# Hans Vergoed
Hans Vergoed – holenderski brydżysta, European Master (EBL).
Hans Vergoed w latach 2001..2007 był członkiem Komisji Medycznej WBF. Jego partnerem był Hans Kreijns. Jest autorem książek brydżowych.

## Wyniki brydżowe

### Olimpiady
W olimpiadach uzyskał następujące rezultaty:
| Olimpiady brydżowe. Zawody teamów | Olimpiady brydżowe. Zawody teamów | Olimpiady brydżowe. Zawody teamów | Olimpiady brydżowe. Zawody teamów | Olimpiady brydżowe. Zawody teamów | Olimpiady brydżowe. Zawody teamów |
| Rok                               | Miejsce                           | Zawody                            | Kategoria                         | Drużyna                           | Pozycja                           |
| --------------------------------- | --------------------------------- | --------------------------------- | --------------------------------- | --------------------------------- | --------------------------------- |
| 1980                              | Valkenburg                        | 6. Olimpiada Teamów               | Open                              | Netherlands                       | 3                                 |
| 1976                              | Monte Carlo                       | 5. Olimpiada Teamów               | Open                              | Netherlands                       | 22                                |

### Zawody światowe
W światowych zawodach zdobył następujące lokaty:
| Mistrzostwa Świata. Konkurencja teamów | Mistrzostwa Świata. Konkurencja teamów | Mistrzostwa Świata. Konkurencja teamów | Mistrzostwa Świata. Konkurencja teamów | Mistrzostwa Świata. Konkurencja teamów | Mistrzostwa Świata. Konkurencja teamów |
| Rok                                    | Miejsce                                | Zawody                                 | Kategoria                              | Drużyna                                | Pozycja                                |
| -------------------------------------- | -------------------------------------- | -------------------------------------- | -------------------------------------- | -------------------------------------- | -------------------------------------- |
| 1982                                   | Biarritz                               | 6. Mistrzostwa Świata                  | Open                                   | Kirchhoff                              | 14                                     |

### Zawody europejskie
W europejskich zawodach zdobył następujące lokaty:
| Zawody europejskie. Konkurencja teamów | Zawody europejskie. Konkurencja teamów | Zawody europejskie. Konkurencja teamów | Zawody europejskie. Konkurencja teamów | Zawody europejskie. Konkurencja teamów | Zawody europejskie. Konkurencja teamów |
| Rok                                    | Miejsce                                | Zawody                                 | Kategoria                              | Drużyna                                | Pozycja                                |
| -------------------------------------- | -------------------------------------- | -------------------------------------- | -------------------------------------- | -------------------------------------- | -------------------------------------- |
| 1991                                   | Killarney                              | 40 Mistrzostwa Europy Teamów           | Open                                   | Netherlands                            | 6                                      |
| 1987                                   | Brighton                               | 38 Mistrzostwa Europy Teamów           | Open                                   | Netherlands                            | 12                                     |
| 1983                                   | Wiesbaden                              | 36 Mistrzostwa Europy Teamów           | Open                                   | Netherlands                            | 4                                      |

| Zawody europejskie. Konkurencja par | Zawody europejskie. Konkurencja par | Zawody europejskie. Konkurencja par | Zawody europejskie. Konkurencja par | Zawody europejskie. Konkurencja par | Zawody europejskie. Konkurencja par |
| Rok                                 | Miejsce                             | Zawody                              | Kategoria                           | Partner                             | Pozycja                             |
| ----------------------------------- | ----------------------------------- | ----------------------------------- | ----------------------------------- | ----------------------------------- | ----------------------------------- |
| 1989                                | Salsomaggiore                       | 5 Mistrzostwa Europy Par            | Open                                | Kees Tammens                        | 47                                  |